# Katy Sexton
Katy Sexton (ur. 21 lipca 1982 w Portsmouth) – brytyjska pływaczka specjalizująca się w stylu grzbietowym, medalistka mistrzostw Świata i Europy.
Odznaczona Orderem Imperium Brytyjskiego.

## Odznaczenia
- Order Imperium Brytyjskiego